# Viðarlund við Gøtugjógv

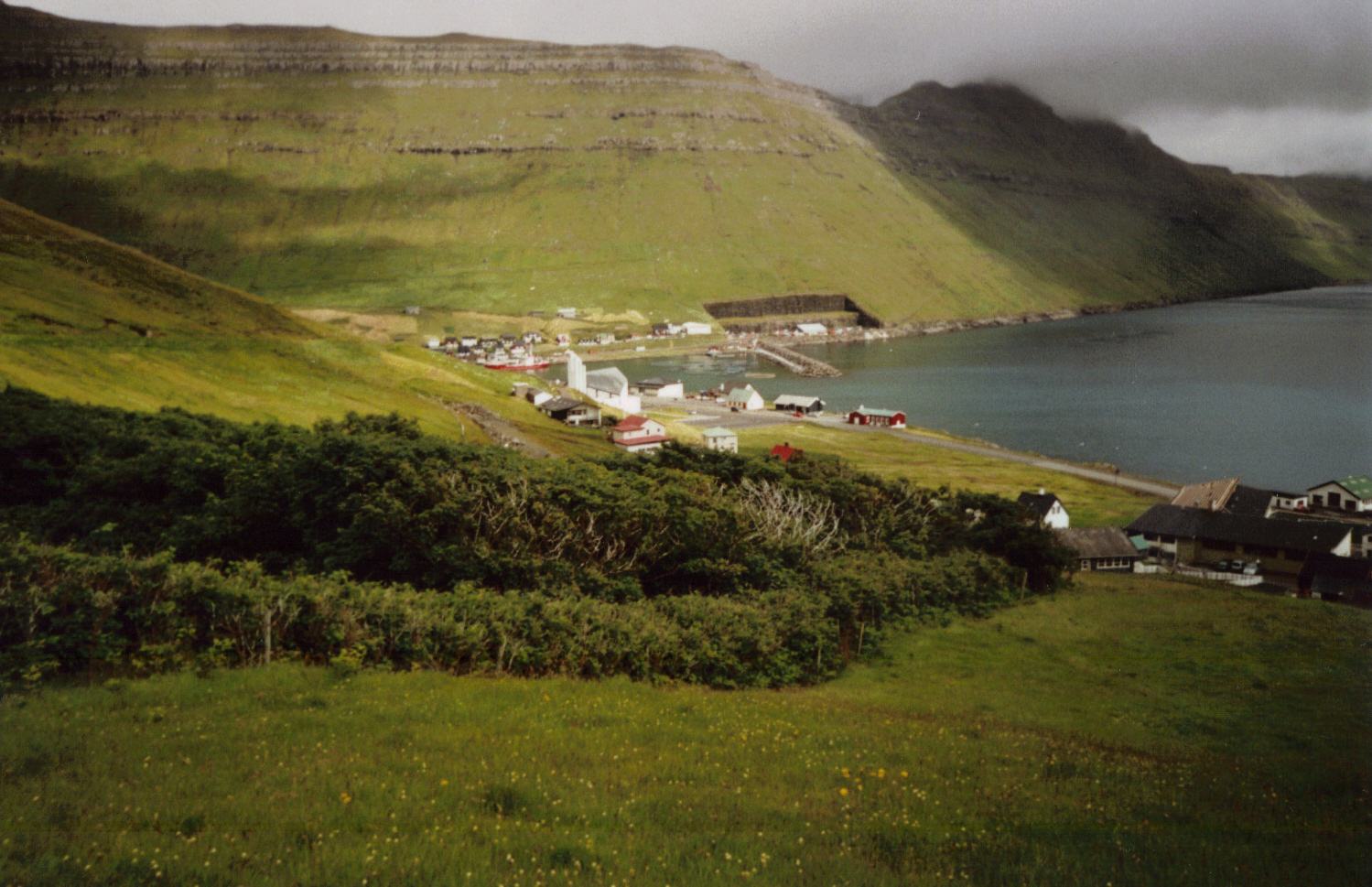
Blick über den Wald zum Dorf

Viðarlundin við Gøtugjógv ist ein Wald im Dorf Gøtugjógv auf der färöischen Insel Eysturoy. Das färöische Wort viðarlund bedeutet wörtlich „Gehölz“ und bezeichnet eine Parkanlage oder einen Wald auf den Färöern, von deren Fläche nur 0,06 % bewaldet sind.
Der Viðarlundin við Gøtugjógv befindet sich – im Gegensatz zu den anderen Wäldern der Insel Eysturoy – in Privatbesitz. Daher obliegt seine Pflege nicht der Forstbehörde (Skógfriðingarnevndin) der Färöer. Mehrmals haben bereits Gespräche über eine eventuelle Übernahme durch die Forstbehörde stattgefunden. Er besteht zum größten Teil aus Ahornbäumen und ist einer der kleinsten Wälder der Insel Eysturoy.
Die Färöer sind mit ihrem feuchten kühlen Klima und der salzhaltigen Luft für das Gedeihen von Bäumen denkbar ungeeignet, denn die Bodenkrume ist relativ dünn und bietet Baumwurzeln wenig Halt. Nicht selten weht starker Wind, der Bäume entwurzeln kann, und es kommt vor, dass die Bäume in einem milden Januar oder Februar ausschlagen und im Frühjahr durch plötzlich einbrechenden Frost überrascht werden.
Der Viðarlundin við Gøtugjógv liegt etwa 60 m. ü. d. M. und bedeckt auf dem Grundstück Flur 22 der Gemeinde Gøtugjógv eine Fläche von etwa 1,1 ha. Er ist eine besondere Sehenswürdigkeit des Ortes, da hier von privater Seite demonstriert wird, dass auf den Färöern durchaus ein Wald bzw. eine Parkanlage existieren kann. Wie alle Wälder bzw. Parkanlagen der Färöer außerhalb der Hauptstadt Tórshavn ist auch der Viðarlundin við Gøtugjógv, eingezäunt, um die Bäume vor Nahrung suchenden Schafen zu schützen. Der Wald dehnt sich auf ansteigendem Gelände oberhalb des Dorfes aus, von ihm bietet sich ein schöner Blick über den Ort mit seiner modernen Kirche bis hin zum Meer.